# Heinrich Besseler
Heinrich Besseler (* 2. April 1900 in Hörde; † 25. Juli 1969 in Leipzig) war ein deutscher Musikwissenschaftler.

## Leben
Besseler, der Sohn eines Chemikers, studierte nach Besuch des Gymnasiums in Düsseldorf in Freiburg im Breisgau Philosophie bei Martin Heidegger, Germanistik bei G. Müller sowie Mathematik und Naturwissenschaften, in Wien bei Hans Gál Musik und anschließend in Wien und Freiburg Musikwissenschaft bei Wilibald Gurlitt, Guido Adler und Wilhelm Fischer. 1923 wurde er an der Universität Freiburg mit der Studie Beiträge zur Stilgeschichte der deutschen Suite im 17. Jahrhundert promoviert. Nach Studien bei Friedrich Ludwig in Göttingen habilitierte er sich in Freiburg mit der Arbeit Die Motettenkomposition von Petrus de Cruce bis Philipp von Vitry (ca. 1250–1350). 1928 wurde er zum Professor für Musikwissenschaft an die Universität Heidelberg berufen.

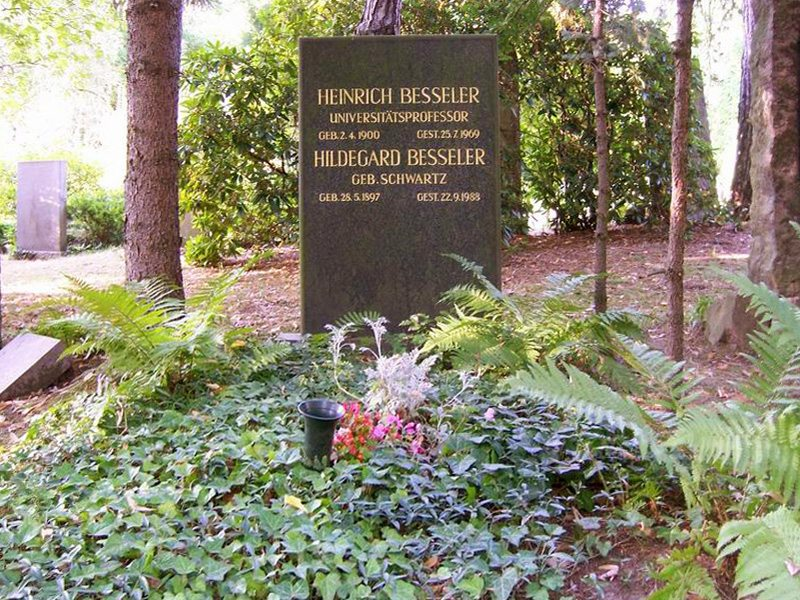
Grab Heinrich Besseler

Nach 1933 stellte er sein Lehrangebot „vollständig auf die Bedürfnisse der Nationalsozialisten ein“.  1934, ein Jahr nach der „Machtergreifung“ der Nationalsozialisten, wurde er Mitglied der SA, wo er den Rang eines Oberscharführers erreichte. 1935 forderte er bei den Musiktagen der Hitlerjugend in Erfurt, „daß die Musikpflege der Universität vom Geist des neuen HJ-Liedes durchdrungen werden müsse.“ Von 1935 bis 1937 (1939) war er als Sekretär des Ausschusses zur Betreuung der deutschen Musikdenkmale für den Aufbau des Publikationswesens beim Staatlichen Institut für Musikforschung in Berlin verantwortlich. Zum 1. Mai 1937 trat er der NSDAP bei (Mitgliedsnummer 4.033.201). Am 26. Juni 1939 wurde Besseler vom Reichsminister Bernhard Rust zum ordentlichen Mitglied des Staatlichen Instituts für Deutsche Musikforschung ernannt. Er bekam Konflikte mit Herbert Gerigk, dem Leiter des Sonderstabs Musik im Einsatzstab Reichsleiter Rosenberg (ERR).
Im Entnazifizierungsverfahren nach dem Zweiten Weltkrieg behauptete Besseler, dass ihn das Amt Rosenberg persönlich verfolgt hätte.
1945 wurde er durch die amerikanische Militärregierung als Hochschullehrer der Universität Heidelberg entlassen und bemühte sich vergeblich um Wiedereinstellung.
1949 folgte Besseler einem Ruf auf das neueingerichtete Ordinariat für Musikwissenschaft an der Friedrich-Schiller-Universität Jena, Anfang der 1950er Jahre wurde er hier Fachrichtungsleiter für Philosophie und Musikwissenschaft sowie Leiter der Abteilung Musikwissenschaft. Er agierte als Prodekan der Philosophischen Fakultät. Ab 1952 war Besseler Mitglied im wissenschaftlichen Beirat für die Fachrichtung Musikwissenschaft beim DDR-Staatssekretariat für Hochschulwesen. Nach der Einstellung der musikwissenschaftlichen Forschung in Jena wechselte Besseler 1956 (1957) als Professor und Direktor des Instituts für Musikwissenschaft an die Universität Leipzig. 1960 wurde er mit einer Festschrift geehrt (Leipzig 1961, mit Schriften- und Editionsverzeichnis) und erhielt den Nationalpreis der DDR, 1965 wurde er emeritiert. 1967 wurde ihm von der University of Chicago ein Ehrendoktor Doctor of Humane Letters honoris causa verliehen.
Besseler war seit 1955 ordentliches Mitglied der Sächsischen Akademie der Wissenschaften, Ehrenmitglied des Instituto Español de Musicología, Publikationsleiter des Corpus Mensurabilis Musicae Rom und zusammen mit Max Schneider Herausgeber der Publikationsreihe Musikgeschichte in Bildern (Leipzig ab 1961).

## Schüler
Zu den Schülern Besselers gehören Manfred Bukofzer, Edward Lowinsky, Peter Gülke, Suzanne Clercx-Lejeune, Ursula Günther, Ingeborg Stein, Rudolf Stephan, Hermann Christian Polster, Winfried Schrammek sowie andere bekannte Musiker und Musikwissenschaftler.

## Postumes
Clytus Gottwald versuchte 1970, Heinrich Besseler auf der Tagung der Gesellschaft für Musikforschung 1970 fachöffentlich als „nationalsozialistisch aufgeschlossen“ zu definieren; dies wurde als nestbeschmutzerisch rezipiert.

## Werke (Auswahl)

### Als Herausgeber
- Heidelberger Studien zur Musikwissenschaft I – VIII. Kassel 1932 bis 1939
- Musikalische Gegenwartsfragen I – III. Heidelberg 1949 bis 1953
- Jenaer Beiträge zur Musikforschung I – III. Leipzig 1954 bis 1961
- 1961 bis 1968 mit Max Schneider: Musikgeschichte in Bildern. Leipzig[11]

### Bücher/Beiträge
- Dissertation: Beiträge zur Stilgeschichte der deutschen Suite im 17. Jahrhundert, 1923
- Habilitationsschrift: Die Motettenkomposition von Petrus de Cruce bis Philipp von Vitry, 1925
- Die Musik des Mittelalters und der Renaissance, Bücken, Handbuch der Musikwissenschaft, 1931
- Zum Problem der Tenorgeige, Musikalische Gegenwartsfragen I, 1949
- Bourdon und Fauxbourdon – Studien zum Ursprung der niederländischen Musik, 1950
- Fünf echte Bildnisse Johann Sebastian Bachs, 1956
- Das musikalische Hören der Neuzeit, Akademiebericht, 1959
- mit Peter Gülke: Das Schriftbild der mehrstimmigen Musik, Musikgeschichte in Bildern, 1973

### Beiträge in Sammelpublikationen
- Johann Sebastian Bach. In: Willy Andreas, Wilhelm von Scholz (Hrsg.): Die großen Deutschen. Neue deutsche Biographie. 1685–1750. Band 2. Propyläen, Berlin 1935, S. 94–111.
- Die Meisterzeit Bachs in Weimar. In: Heinrich Besseler, Günther Kraft (Hrsg.): Johann Sebastian Bach in Thüringen. Festgabe zum Gedenkjahr 1950. Thüringer Volksverlag, Weimar 1950, S. 106–119.
- Charakterthema und Erlebnisform bei Bach. In: Hans Albrecht, Helmuth Osthoff, Walter Wiora (Hrsg.): Kongress-Bericht. Gesellschaft für Musikforschung. Lüneburg. 1950. Bärenreiter, Kassel u. a. 1950, S. 7–32.
- Bach und das Mittelalter. In: Walther Vetter, Ernst Hermann Meyer (Hrsg.): Bericht über die Wissenschaftliche Bachtagung der Gesellschaft für Musikforschung Leipzig, 23. bis 26. Juli 1950. Peters, Leipzig 1951, S. 108–130.
- Johannes Ciconia. Begründer der Choralpolyphonie. In: Igino Anglès (Hrsg.): Atti del Congresso Internazionale di Musica Sacra. Organizzato das Pontificio Istituto di Musica Cacra e dalla Commissione di Musica Sacra per l’Anno Santo (Roma, 25–30 Maggio 1950). Desclée, Tournai 1952, S. 280–283.
- Die Besetzung des Chansons im 15. Jahrhundert. In: Compte rendu, cinquième congrès. Société Internationale de Musicologie. Utrecht, 3–7 juillet 1952. Alsbach, Amsterdam 1953, S. 65–72.
- Singstil und Instrumentalstil in der europäischen Musik. In: Wilfried Brennecke, Willi Kahl, Rudolf Steglich (Hrsg.): Bericht über den Internationalen Musikwissenschaftlichen Kongress. Bamberg 1953. Bärenreiter, Kassel u. a. 1954, S. 223–240.
- Zur Chronologie der Konzerte Johann Sebastian Bachs. In: Walther Vetter (Hrsg.): Festschrift Max Schneider zum achtzigsten Geburtstage. Deutscher Verlag für Musik, Leipzig 1955, S. 115–128.
- Mozart und die deutsche Klassik. In: Erich Schenk (Hrsg.): Bericht über den internationalen musikwissenschaftlichen Kongress, Wien, Mozartjahr 1956, 3. bis 9. Juni. Böhlau, Graz u. a. 1958, S. 47–54.
- Einflüsse der Contratanzmusik auf Joseph Haydn. In: Bence Szabolcsi, Dénes Bartha (Hrsg.): Bericht über die Internationale Konferenz zum Andenken Joseph Haydns. Veranstaltet von der Ungarischen Akademie der Wissenschaften, Budapest 17.-22. September 1959. Verlag der Ungarischen Akademie der Wissenschaften, Budapest 1961, S. 25–40.
- Das Wesen der Musik in heutiger Sicht. In: Ludwig Finscher, Christoph-Hellmut Mahling (Hrsg.): Festschrift für Walter Wiora zum 30. Dezember 1966. Bärenreiter, Kassel u. a. 1967, S. 27–30.
- Der Ausdruck der Individualität in der Musik.  In: Heinz Wegener (Hrsg.): Musa, mens, musici. Im Gedenken an Walther Vetter. Deutscher Verlag für Musik, Leipzig 1969, S. 225–232.

### Beiträge in Zeitschriften
- Musik des Mittelalters in der Hamburger Musikhalle, 1924/25
- Studien zur Musik des Mittelalters
  - I: Neue Quellen des 14. und des beginnenden 15. Jahrhunderts, 1925
  - II: Die Motette von Franko von Köln bis Philipp von Vitry, 1926
- Grundfragen des musikalischen Hörens, 1925/26
- Grundfragen der Musikästhetik, 1926
- Von Dufay bis Josquin, 1928/29
- Friedrich Ludwig †, 1930/31
- Schiller und die musikalische Klassik, 1934/35
- Der Ursprung des Fauxbourdons, 1948
- Dufay, Schöpfer des Fauxbourdons, 1948
- Das Lochamer Liederbuch aus Nürnberg, 1949
- Die Entstehung der Posaune, 1950
- Bach als Wegbereiter, 1955
- Spielfiguren in der Instrumentalmusik, 1956
- Umgangsmusik und Darbietungsmusik im 16. Jahrhundert, 1959
- Die Gebeine und die Bildnisse Johann Sebastian Bachs, 1959
- Bemerkungen, Johann Sebastian Bachs Brandenburgische Konzerte betreffend, 1960
- Deutsche Lieder von Robert Morton bis Josquin, 1971[1]

## Sekundärliteratur
- Lothar Hoffmann-Erbrecht: Heinrich Besseler (1900–1969). In: Die Musikforschung. Band 23, 1970, S. 1–4.
- Eckhard John: Vom Deutschtum in der Musik. In: Albrecht Dümling (Hrsg.), Entartete Musik. Eine kommentierte Rekonstruktion zur Düsseldorfer Ausstellung von 1938, Düsseldorf 1988, 200S. [über die Rolle der Musikwissenschaftler J. Müller-Blattau, W. Gurlitt und H. Besseler im Nationalsozialismus].
- Martin Geck: So kann es gewesen sein … so muß es gewesen sein … Zum 25. Todestag des Musikforschers Heinrich Besseler. In: Musica. Band 48, 1994, Heft 4, S. 244–245.
- Pamela M. Potter: Die deutscheste der Künste. Musikwissenschaft und Gesellschaft von der Weimarer Republik bis zum Ende des Dritten Reichs. Stuttgart 2000, besonders S. 104–118, 151–166, 299–310.
- Thomas Phleps: Ein stiller, verbissener und zäher Kampf um Stetigkeit – Musikwissenschaft in NS-Deutschland und ihre vergangenheitspolitische Bewältigung. In: Musikforschung – Nationalsozialismus – Faschismus. Referate der Tagung Schloss Engers (8. bis 11. März 2000). Hrsg. von Isolde von Foerster, Christoph Hust, Christoph-Hellmut Mahling. Are-Edition, Mainz, 2001, S. 471–488, archiviert vom Original am 5. April 2016.
- Thomas Schipperges: Die Akte Heinrich Besseler. Musikwissenschaft und Wissenschaftspolitik in Deutschland 1924 bis 1949 (= Quellen und Studien zur Musik in Baden-Württemberg; 7). Strube, München 2005, ISBN 3-89912-087-6.
- Olaf Kappelt: Braunbuch DDR. Nazis in der DDR. Berlin historica, 2009, ISBN 978-3-939929-12-3, S. 272.
- Fred K. Prieberg: Handbuch Deutsche Musiker 1933–1945. CD-ROM-Lexikon, Kiel 2009, 2. Auflage, S. 467–470. online